# Pseudagrion malgassicum
Pseudagrion malgassicum – gatunek ważki z rodziny łątkowatych (Coenagrionidae).